# هجرة ما بعد الحرب إلى أستراليا

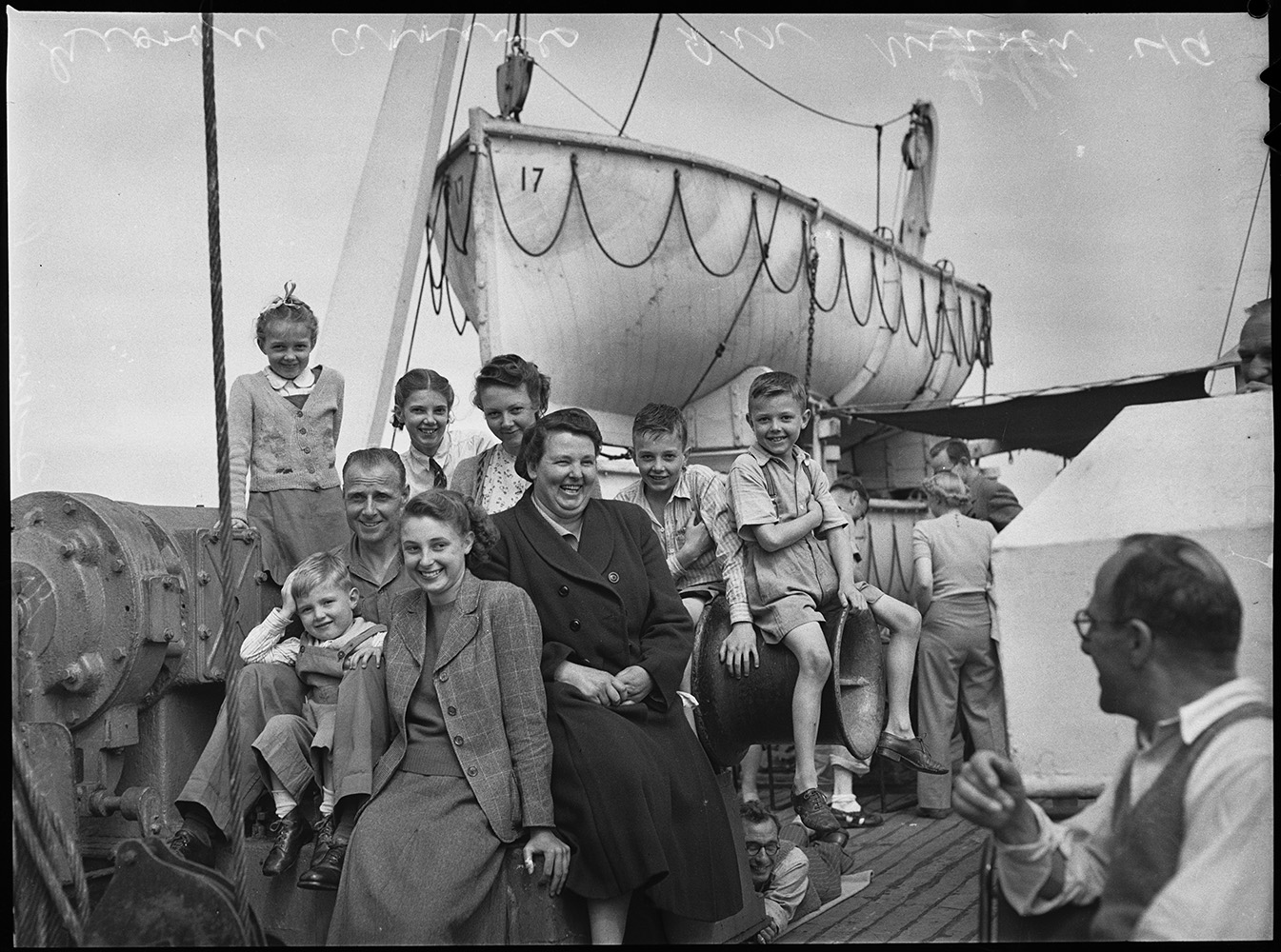
مهاجرون بريطانيون على متن سفينة جورجية في طريقها إلى أستراليا سنة 1949.

الهجرة ما بعد الحرب إلى أستراليا تتعامل مع الهجرة إلى أستراليا في العقود التي تلت الحرب العالمية الثانية مباشرة، وتشير على وجه الخصوص إلى موجة الهجرة الأوروبية السائدة التي حدثت بين عام 1945 ونهاية سياسة أستراليا البيضاء في عام 1973. في أعقاب ذلك مباشرة في الحرب العالمية الثانية، أنشأ بين تشيفلي، رئيس وزراء أستراليا (1945-1949)، وزارة الهجرة الفيدرالية لإدارة برنامج الهجرة على نطاق واسع. طلب تشيفلي تقرير حول هذا الموضوع ووجد أن أستراليا كانت في حاجة ماسة إلى عدد أكبر من السكان لغرض دفاعي ومن أجل التنمية وأوصى بزيادة سنوية في عدد السكان بنسبة 1 بالمئة من خلال زيادة الهجرة.
روج وزير الهجرة الأول، آرثر كالويل، للهجرة الجماعية تحت شعار «سكن أو هلاك». صاغ كالويل مصطلح «الأستراليون الجدد» في محاولة أن تحل محل مصطلحات مثل بومي (رجل إنكليزي) ووج.
ظل هدف 1 بالمئة جزءًا من سياسة الحكومة حتى حكومة وايتلام (1972-1975)، عندما قل عدد الهجرة بشكل كبير، لتعيدها حكومة فريزر (1975-1982).
وصل نحو 4.2 مليون مهاجر بين عامي 1945 و 1985، حيث كان نحو 40 في المئة منهم من بريطانيا وأيرلندا. حصل 182159 شخصًا على الرعاية من قبل منظمة اللاجئين الدولية (آي آر أو) منذ نهاية الحرب العالمية الثانية حتى نهاية عام 1954.

## سياسة «سكن أو هلاك»

### سنوات تشيفلي
بعد الهجمات على داروين والخوف من شن إمبراطورية الياباني في الحرب العالمية الثانية غزوًا، طلبت حكومة تشيفلي تقريرًا عن هذا الموضوع ووجدت أن أستراليا في حاجة ماسة إلى عدد أكبر من السكان لأغراض دفاعية ولأجل التنمية وأوصت 1 بالمئة زيادة سنوية في عدد السكان من خلال زيادة الهجرة. في عام 1945، أنشأت الحكومة وزارة الهجرة الفيدرالية لإدارة برنامج الهجرة الجديد. كان آرثر كالويل أول وزير للهجرة. أُنشئ نظام للهجرة يساعد على العبور في عام 1945 لتشجيع البريطانيين على الهجرة إلى أستراليا. لُخص هدف الحكومة في شعار «سكن أو هلاك». قال كالويل في عام 1947، لمنتقدي الهجرة الجماعية من أوروبا غير البريطانية: «لدينا 25 عامًا على الأكثر لملء هذا البلد قبل أن يسيطر العرق الأصفر علينا».
منح برنامج الهجرة بعد الحرب الذي تنفذه حكومة تشيفلي الأفضلية للمهاجرين من بريطانيا العظمى، وفي البداية وُضع هدف بقدوم تسعة بريطانيين من أصل عشرة مهاجرين. ومع ذلك، كان من الواضح أنه حتى مع مساعدة الحكومة سيكون من المستحيل تحقيق ذلك بسبب تضاؤل قدرة الشحن البريطانية عن مستويات ما قبل الحرب. ونتيجة لذلك، بحثت الحكومة أكثر للحفاظ على أعداد الهجرة الإجمالية، وهذا يعني الاعتماد على لاجئي آي آر أو من أوروبا الشرقية، مع توفير الولايات المتحدة للشحن اللازم. كان العديد من الأوروبيين الشرقيين لاجئين من الجيش الأحمر وبالتالي كانوا في الغالب مناهضين للشيوعية ومقبولين سياسيًا.